# Aïn El Turk
Ne pas confondre avec Aïn El Turc, commune de la Wilaya de Bouira
Aïn El Turk (ou Aïn El Turc ou Aïn El Turck, en arabe: عين الترك) est une commune de la wilaya d'Oran au Nord-ouest de l'Algérie. C'est une station balnéaire de la mer Méditerranée, située à 15 kilomètres d'Oran.

## Géographie

### Situation
Aïn El Turk est située à 15 kilomètres au nord-ouest d'Oran et à égale distance de Mers el-Kébir et du cap Falcon, sur la plage dite des Andalous.

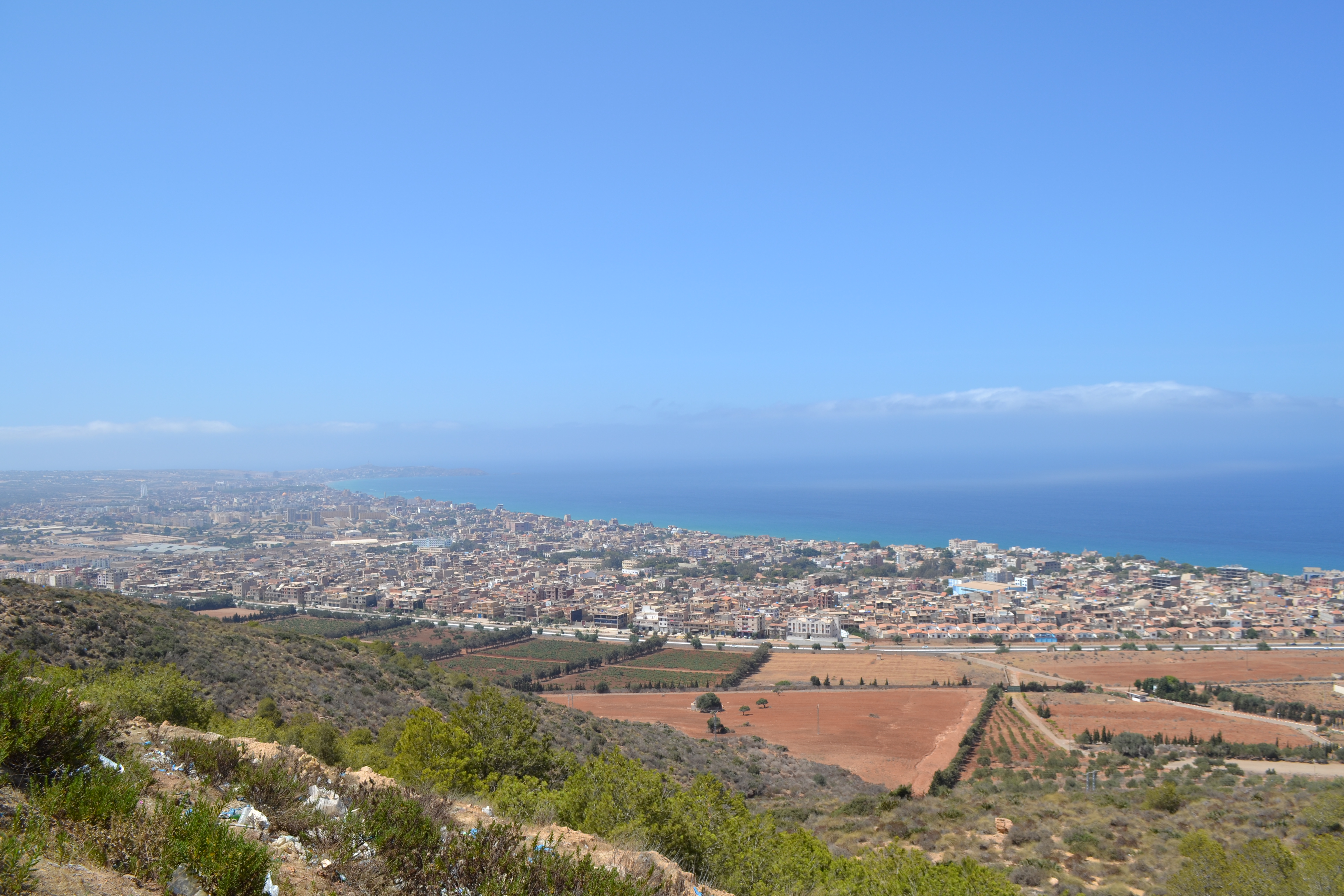
Vue générale de la localité.

| Mer Méditerranée | Mer Méditerranée | Mer Méditerranée |
| Bousfer          | Aïn El Turk      | Mers el-Kébir    |
| Bousfer          | Misserghin       | Oran             |

### Relief
La baie d'Aïn el Turck s’ouvre sur une longueur de 8 km environ, entre cap Falcon au nord-ouest et la pointe de Saint Roch au sud-est. Le contact entre mer et terre est assuré par une ligne discontinue de plages sableuses. 
L'agglomération s'allonge entre la baie et la grande route. En arrière, une plaine agricole s'étend, et s'étire au sud jusqu’aux formations schisteuses du versant nord du Djebel Murdjadjo et le Djebel Santon à l'est.

### Secteurs, lieux-dits
En 1984, la commune d'Aïn El Turk est constituée à partir des lieux-dits suivants :
- Saint-Roch jusqu'à la Pointe des corails
- Les douars Makous et Marocain

### Climat
Le climat à Aïn El Turk est chaud et tempéré, de type méditerranéen. En été, les pluies sont moins importantes qu'elles ne le soient en hiver. La classification de Köppen est de type Csa. La température moyenne est de 17.9 °C et la moyenne des précipitations annuelles ne dépasse pas les 400 mm.
| Mois                              | jan. | fév. | mars | avril | mai | juin | jui. | août | sep. | oct. | nov. | déc. | année |
| --------------------------------- | ---- | ---- | ---- | ----- | --- | ---- | ---- | ---- | ---- | ---- | ---- | ---- | ----- |
| Température minimale moyenne (°C) | 8    | 10   | 11   | 12    | 15  | 18   | 21   | 22   | 20   | 16   | 12   | 9    | 15    |
| Température moyenne (°C)          | 11   | 13   | 14   | 16    | 18  | 21   | 24   | 25   | 23   | 19   | 15   | 12   | 18    |
| Température maximale moyenne (°C) | 15   | 16   | 18   | 20    | 22  | 25   | 27   | 28   | 26   | 23   | 19   | 16   | 21    |
| Précipitations (mm)               | 70   | 50   | 30   | 30    | 10  | 0    | 0    | 0    | 10   | 40   | 40   | 60   | 390   |

## Toponymie
Aïn El Turk signifie littéralement « la source des Turcs ».

## Histoire

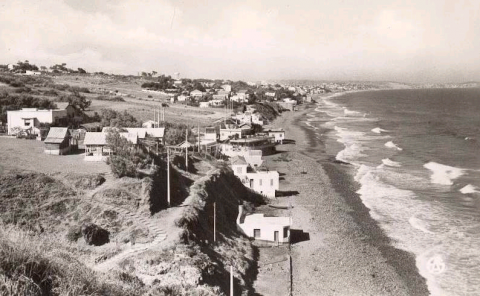
La plage Saint-Roch dans les années 1940 : premières maisons en retrait du trait de côte.

La plage Aïn El Turk (littéralement « la fontaine des Turcs »), servait de point de débarquement aux janissaires d'Alger, lorsqu'ils venaient assiéger Oran occupée par les Espagnols.
La localité d'Aïn El Turk est créée par le décret du 11 août 1850 qui prescrit la création d'un centre urbain dans la plaine de l'Eurfa. Le territoire de la commune sera de 2,650 hectares, 35 ares et 44 centiares.
L'urbanisation de la côte (à but touristique) a été amorcée par le décret colonial de 1850 portant sur la création du centre. Suivirent trois sites :
- Trouville en 1900,
- Bouisseville en 1905 (du nom d'un certain Godefroy Bouisse propriétaire du terrain sur lequel fut construit le faubourg, en bord de mer)[9],
- Saint Roch sur mer en 1912.

À partir des années 1980, la commune a subi une urbanisation incontrôlée. L'extension s'est faite de manière linéaire du centre en direction de St Roch, puis de cap Falcon. Cet étalement bidirectionnel s'explique en partie par les contraintes physiques, agricoles et militaires du site qui entravent toute extension de la ville vers le sud.

## Administration

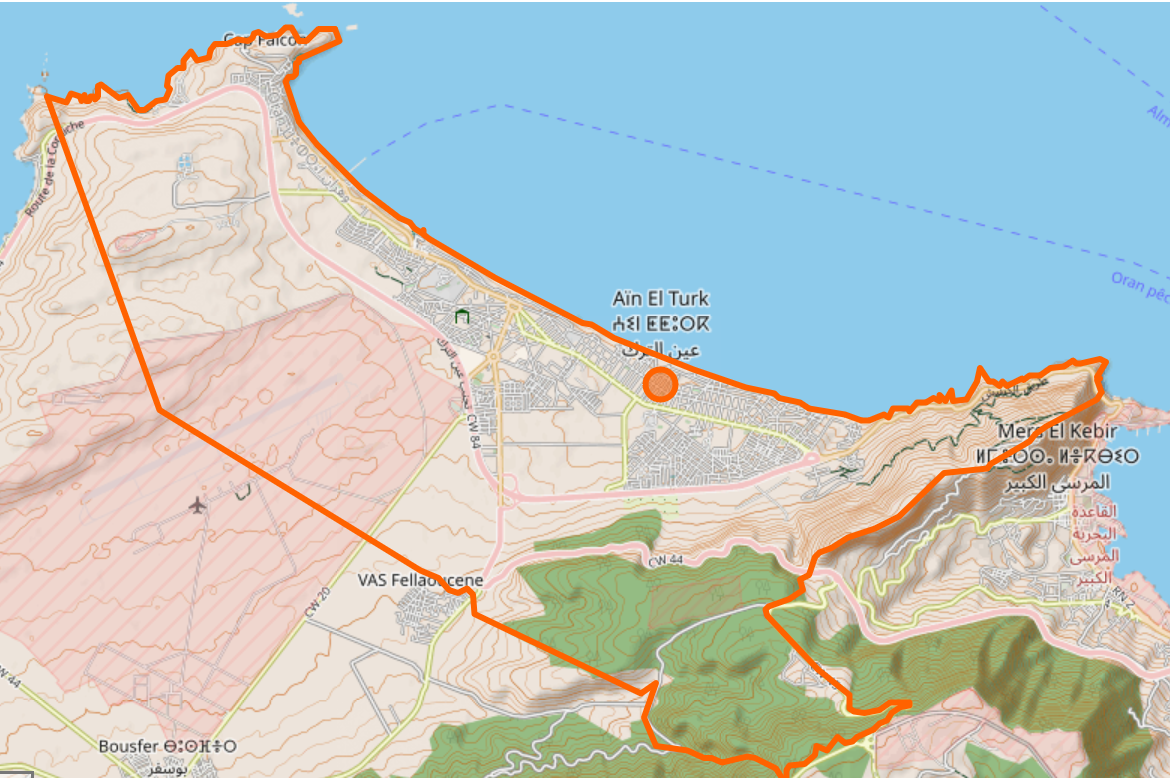
Plan de l'urbanisation dans la commune.

À l'époque coloniale française, le centre de peuplement est érigée en commune de plein exercice par décret du 23 mars 1864 ; celle-ci est agrandie en 1899. La commune reste dans le département d'Oran en 1956. Depuis l'indépendance de l'Algérie, elle est chef lieu de daïra.

## Démographie
Selon le recensement général de la population et de l'habitat de 2008, la population de la commune d'Aïn El Turk est évaluée à 37 010 habitants dont 36 326 dans l'agglomération chef-lieu.les premières familles de Ain el Turck (les Touil, Bouchiba, Ali arbi. Boukhatem et Belazrag à trouville..)
| 1911  | 1977   | 1987   | 1998   | 2008   |
| ----- | ------ | ------ | ------ | ------ |
| 1 374 | 11 786 | 21 016 | 25 921 | 36 326 |

## Économie

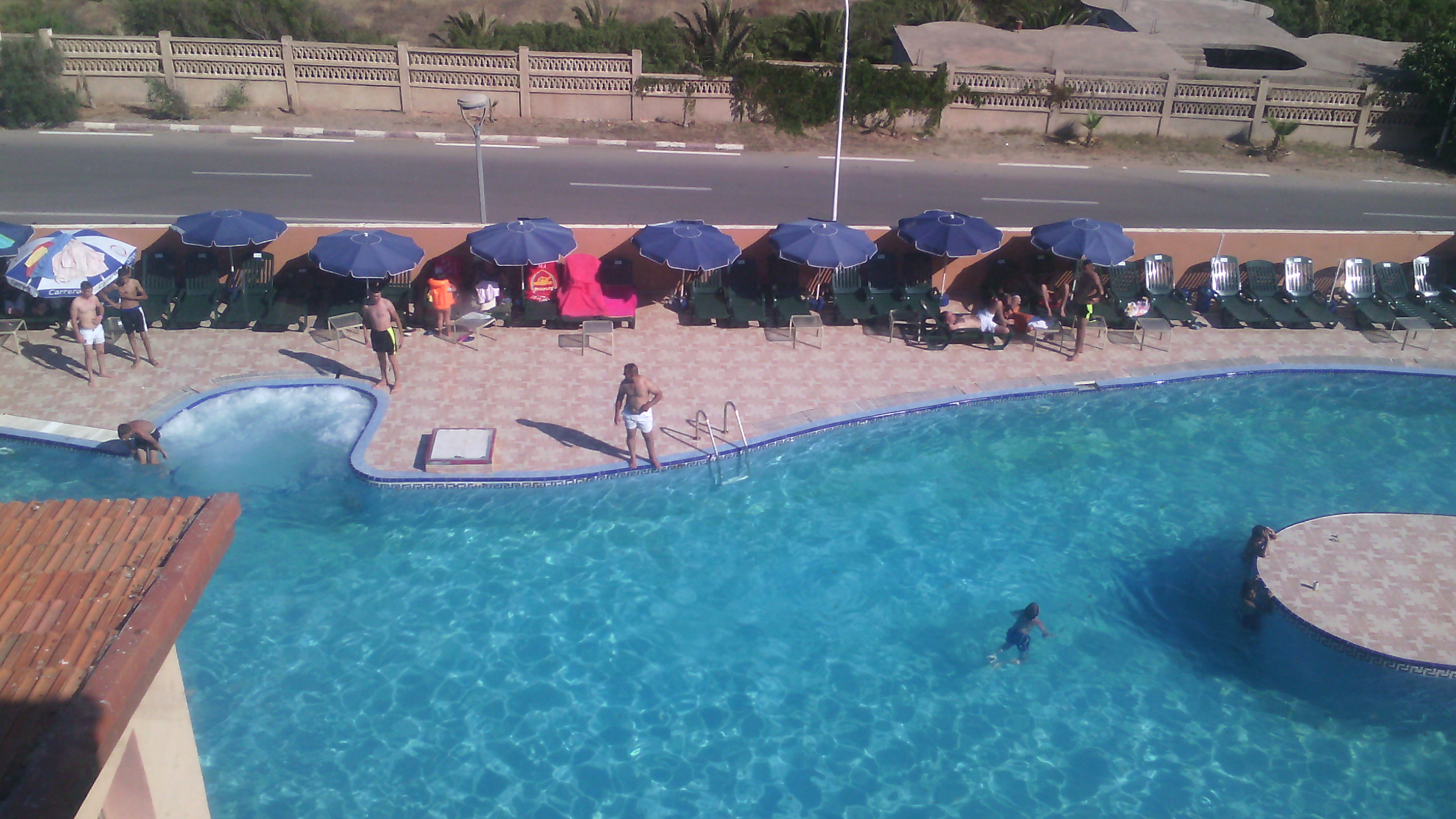
Piscine du centre de thalassothérapie.

Aïn El Turk a une vocation touristique et agricole. Elle est une importante station balnéaire qui comprend plusieurs édifices hôteliers et complexes touristiques. Elle donne également son nom à l'une des plages de la région d'Oran, les autres plages sont : Saint Roch, Paradis, Bouisseville et Trouville. 
La commune abrite le phare de cap Falcon. La plaine est cultivée en vergers et plasticulture.

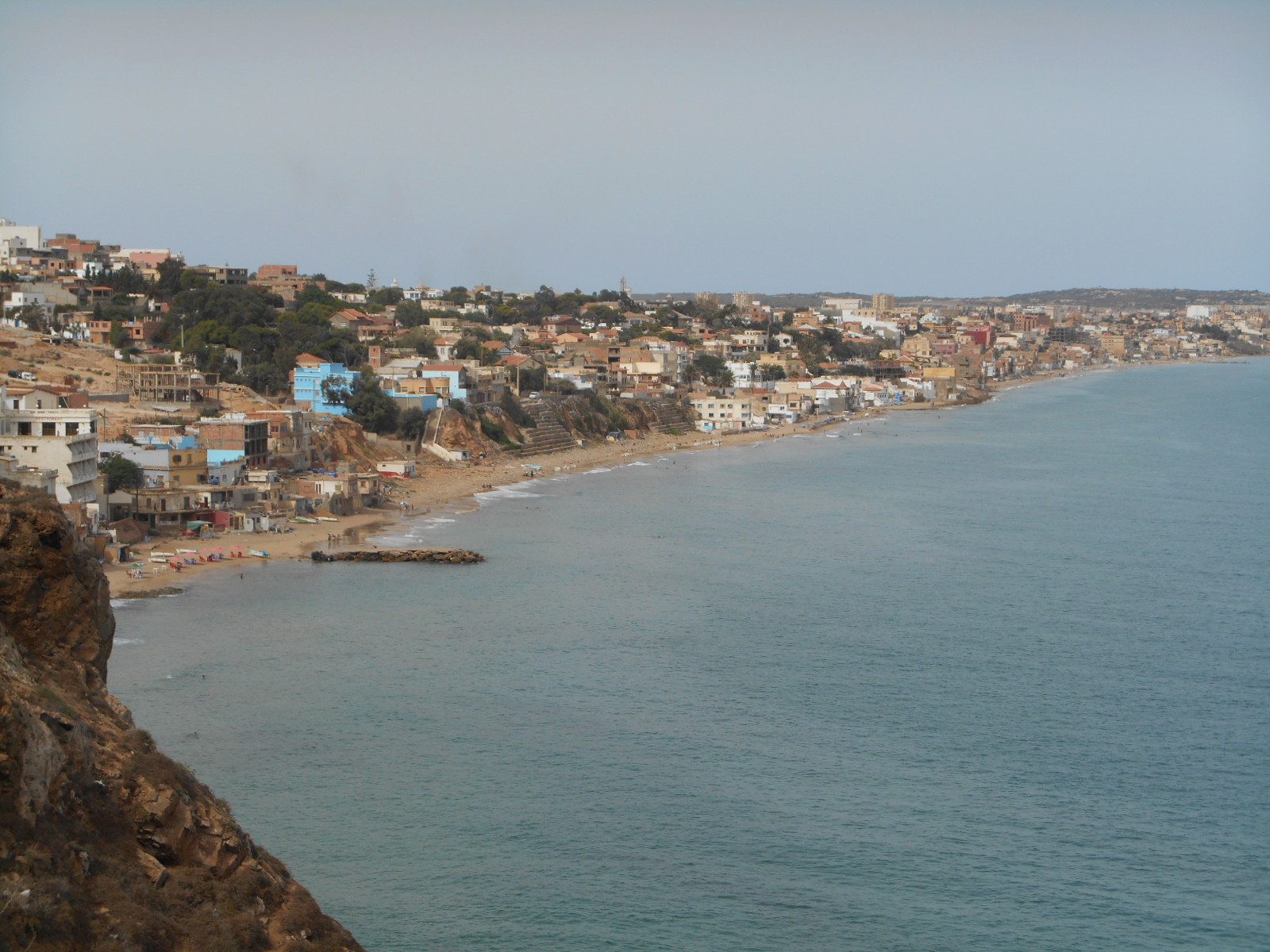
Ain el TurcK, sites de Saint-Roch, Trouville et Bouisseville en sept.2014

## Personnalités liées à la commune
- Rachid Taouil (1990), footballeur algérien.